# Церковь Рождества Пресвятой Богородицы (Курилово)
Церковь Рождества Пресвятой Богородицы — православный храм Шатурского благочиния Московской епархии. Расположен в урочище Курилово Шатурского района Московской области.

## История
Церковь на Никольском погосте (Никола-Пустое поле) близ деревни Курилово существовала с начала XVII века.
В 1773 году на погосте была построена новая деревянная церковь.
В 1832 году на месте сгоревшей деревянной церкви на средства прихожан  началось строительство каменного Никольского храма.
В храме было три престола: главный в честь Рождества Пресвятыя Богородицы, во имя святого Николая Чудотворца и преподобного Сергия Радонежского.
Приход состоял из деревень Бажаново, Курилово, Борисово, Спиридово и Подболотной.
В 1877 году при храме открылась земская школа грамоты.
В 1938 году храм закрыли.
В 1956 году деревню Курилово расселили в связи со строительством в этих местах Костерёвского артиллерийского полигона. Жителей обречённой деревни расселили в Северную Гриву, Шатуру и по новым, отстроенным для нужд торфоразработок, посёлкам.